# Herbert Spencer Gasser
Herbert Spencer Gasser (5. července 1888 – 11. května 1963) byl americký fyziolog, nositel Nobelovy ceny za fyziologii a lékařství za rok 1944. Byla udělena za objevy v oblasti fyziologie nervové tkáně a spolu s Gasserem ji získal jeho spolupracovník Joseph Erlanger.
Herbert Spencer Gasser se narodil v rodině lékaře rakouského původu Hermana Gassera a jeho ženy Jane Elisabeth Griswoldové Gasserové. Vystudoval zoologii na Wisconsinské univerzitě v Madisonu a poté se zapsal na medicínu na stejné škole, kde ho mimo jiné učili fyziolog Joseph Erlanger a farmakolog Arthur S. Loevenhart. Svá studia medicíny dokončil na Univerzitě Johnse Hopkinse, kde získal lékařský titul roku 1915. Vrátil se pak učit farmakologii na Wisconsinskou univerzitu a roku 1916 přešel na Washingtonskou univerzitu v St. Louis.
Za první světové války se podílel na výzkumech chemických zbraní a po válce vytvořil výzkumný tým se svým bývalým učitelem Josephem Erlangerem, s nímž pracoval až do roku 1931, kdy odešel na Cornellovu univerzitu. Zprvu se zabývali činností srdce, počátkem 20. let se zaměřili na nervový systém. Díky technice osciloskopického měření malých napětí, kterou vyvinuli, byli schopni jako první popsat změny elektrického potenciálu nervů a stanovit, že rychlost změny nervového potenciálu je úměrná tloušťce nervu.
V polovině třicátých let Gasser odešel na Rockefellerův institut (budoucí Rockefellerovu univerzitu), kde setrval na pozici ředitele až do roku 1953.